# Gouverneurswahl in New York 1822
Die Gouverneurswahl in New York von 1822 fand zwischen dem 4. und 6. November 1822 statt, es wurden der Gouverneur und der Vizegouverneur von New York gewählt.

## Kandidaten
Joseph C. Yates trat mit Erastus Root als Running Mate für die Demokratisch-Republikanische Partei zu Wahl an. Solomon Southwick trat alleine für das Gouverneursamt an.

## Ergebnis
| Bild   | Kandidat          | Partei                    | Stimmen | Stimmen  |
| Bild   | Kandidat          | Partei                    | Anzahl  | Prozent  |
| ------ | ----------------- | ------------------------- | ------- | -------- |
|        | Joseph C. Yates   | Demokratisch-Republikaner | 128.493 | 97,79 %  |
|        | Solomon Southwick | Unabhängiger              | 2.910   | 2,21 %   |
| Gesamt | Gesamt            | Gesamt                    | 131.403 | 100,00 % |